# 笑福亭右喬
笑福亭 右喬（しょうふくてい うきょう、1974年1月17日 - ）は、大阪市鶴見区出身の落語家。本名∶前之園 誠。

## 来歴・人物
大阪市立汎愛高等学校（2学年上に、事務所の先輩でもあるよゐこの2人がいる）卒業後、1992年8月に6代目笑福亭松喬に入門。所属事務所は松竹芸能。上方落語協会会員。落語家の草野球チーム「モッチャリーズ」のメンバー。
2013年 「第8回繁昌亭大賞」爆笑賞受賞。
兄弟子の7代目笑福亭松喬によると、なぞかけが得意だと言う。2012年に皆既日食および中国とのレアアース問題が話題になっていた頃に開かれた落語会の大喜利（司会は、三喬時代の7代目松喬）では「日食と掛けましてレアアース問題と説く。その心は、日中に陰りが出だします。」と繰り出した（ABCラジオ『日曜は松喬日和』2017年10月8日放送分より。ちなみに同番組内で7代目松喬に「それだけ上手ななぞかけができてどうして落語ができないのか?」とオチを付けられていた）。
実家では猫を32匹飼っている。
「小児科」を「こじか」と読み間違え、師匠に「そんなバンビ専門の医者あるか！」と怒られた。